# Allô ? Voiture spectrale ?
Allô ? Voiture spectrale ? est la troisième histoire en seize pages de la série de bande dessinée belge Les Casseurs créée par le dessinateur Christian Denayer et le scénariste André-Paul Duchâteau, publiée au no 34 du 1er février 1977 dans Tintin Sélection.
Celle-ci sera publiée dans Case départ en janvier 2002 par Loup et dans le quatrième intégrale en octobre 2009 par Le Lombard.

## Descriptions

### Personnages
- Al Russel
- Brock

## Publications

### Périodique
- Tintin Sélection : no 34 du 1er février 1977[1]

### Albums
- Case départ, version luxe, signée et numérotée à 200 exemplaires, augmentée de 8 pages inédites et accompagnées d'un ex-libris, également signé et numéroté, Loup,  (ISBN 2-930283-35-1), janvier 2002
Scénario : André-Paul Duchâteau - Dessin : Christian Denayer
- 4 Les Casseurs : L'intégrale 4, Le Lombard,  (ISBN 978-2-8036-2577-2), octobre 2009
Scénario : André-Paul Duchâteau - Dessin : Christian Denayer - Couleurs : Frank Brichau

## Sources
- Les Casseurs : Case départ sur La Bédéthèque
- Les Casseurs : L'intégrale 4 sur Le Lombard